# 林昱安
林昱安（1988年9月22日—）為台灣男子游泳選手，主攻混合式。他曾代表中華台北參加2004年夏季奧林匹克運動會和2006年亞洲運動會，其中2004年奧運排名男子400公尺個人混合式第35名。

## 基本資料
- 身高：169公分
- 體重：68公斤
- 學校：嶺東高中、私立嶺東科技大學

## 戰績資料
- 2002年亞洲分齡游泳錦標賽（香港）200公尺混合式第一名